# Cynops pyrrhogaster
Sa giông bụng đỏ Nhật Bản (tên khoa học Cynops pyrrhogaster) (tiếng Nhật: アカハライモリ, đã Latinh hoá: akaharaimori) là loài sa giông đặc hữu của Nhật Bản. Da phía trên cơ thể sẫm màu còn phía dưới có màu đỏ tươi, và tồn tại những biến thể màu sắc theo độ tuổi, di truyền và vùng phân bố. Cá thể trưởng thành dài từ 8 đến 15 cm (3,1 đến 5,9 in). Để chống lại động vật săn mồi, cơ thể C. pyrrhogaster chứa hàm lượng tetrodotoxin cao, chúng tích lũy chất độc thần kinh này chủ yếu từ chế độ ăn.
Loài này được tìm thấy trên nhiều đảo thuộc Nhật Bản, bao gồm Honshu, Shikoku và Kyushu. Sinh cảnh là cả các vũng tự nhiên lẫn nhân tạo, cũng như rừng và đồng cỏ. Thời gian sinh sản kéo dài từ mùa xuân đến đầu hè, con đực và cái đều tiết ra pheromone khi sẵn sàng để giao phối. Con cái đẻ từng trứng cách biệt, nở sau khoảng ba tuần. Khoảng 5-6 tháng, ấu trùng phát triển thành con non. Con non ăn con mồi trong đất, còn con trưởng thành ăn nhiều loại côn trùng, nòng nọc và cả trứng đồng loại. Chúng có một số cách thích nghi để tránh động vật săn mồi, tùy thuộc vào môi trường xung quanh. Một số khía cạnh sinh học của loài đã được nghiên cứu, như về khả năng mọc lại phần cơ thể bị mất.
C. pyrrhogaster bắt đầu tiến hóa tách biệt khỏi họ hàng gần nhất vào Trung Miocen, trước khi chia thành bốn nhánh khác nhau trên mỗi vùng phân bố gần như tách rời nhưng vẫn chính thức được công nhận là một loài duy nhất. Số lượng hiện tại đang giảm và phải đối mặt với những mối đe dọa từ dịch bệnh và buôn bán động vật hoang dã. Loài này có thể sống được trong môi trường nuôi nhốt.

## Từ nguyên và phân loại học
Cynops pyrrhogaster được nhà động vật học người Đức Heinrich Boie mô tả khoa học lần đầu tiên vào năm 1826 với tên gọi Molge pyrrhogaster, dựa trên các mẫu vật từ Nhật Bản chuyển về châu Âu. Khi so sánh với Lissotriton vulgaris, ông cho biết sẽ nhầm hai loài với nhau nếu chưa biết mẫu vật đến từ Nhật. Không có mẫu vật nào khi ấy là cá thể hoàn toàn trưởng thành. Pyrrhogaster là từ gốc tiếng Hy Lạp, ghép từ purrhos (n.đ. 'lửa') và gastēr (n.đ. 'bụng'). Năm 1838, Coenraad Jacob Temminck và Hermann Schlegel mô tả loài Salamandra subcristata, nhưng đến cuối năm đó, nhà tự nhiên học Thụy Sĩ Johann Jakob von Tschudi  chuyển loài này vào chi Cynops. Năm 1850, nhà động vật học người Anh John Edward Gray phát hiện Cynops subcristata và Molge pyrrhogaster là danh pháp đồng nghĩa, liền đặt chung thành Cynops pyrrhogaster. Năm 2001, nghiên cứu DNA ty thể chỉ ra rằng các loài cùng chi Cynops là C. cyanurus và C. wolterstorffi có thể xếp vào chi khác.
Hệ thống Thông tin Phân loại Tích hợp liệt kê 16 danh pháp đồng nghĩa với Cynops pyrrhogaster. Tên thông thường bằng tiếng Anh bao gồm Japanese fire-bellied newt (sa giông bụng lửa Nhật Bản), red-bellied newt (sa giông bụng đỏ) và Japanese fire-bellied salamander (kỳ giông bụng lửa Nhật Bản). Trước đây, các nghiên cứu kiểm tra biến thể hình thái và địa lý ghi nhận 6 chủng: Tohoku, Kanto, Atsumi, trung gian, Sasayama và Hiroshima. Riêng chủng Sasayama được Robert Mertens mô tả là phân loài Triturus pyrrhogaster sasayamae năm 1969, hiện coi là đồng nghĩa với C. pyrrhogaster. Phân tích sinh học phân tử hiện đại đưa đến cách phân chia mới dành cho C. pyrrhogaster thành bốn nhánh. Đặc biệt, chủng Sasayama và chủng trung gian chưa bao giờ được chứng minh tính hợp lệ, một nghiên cứu cho thấy không có khác biệt hành vi nào giữa hai dạng cá thể này.

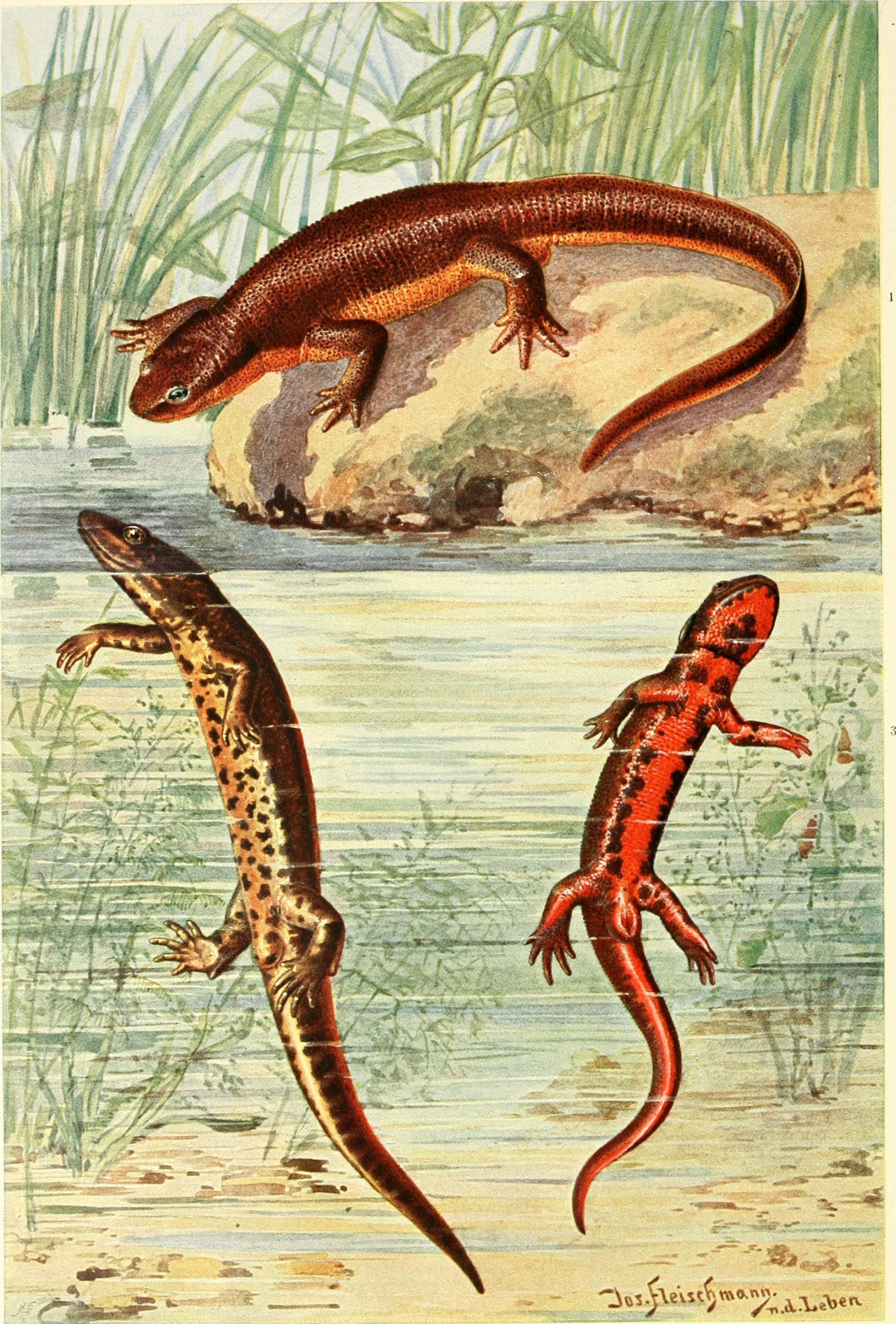
Tranh minh họa các loài sa giông khác nhau; phía dưới bên phải là C. pyrrhogaster

Cynops pyrrhogaster tách ra với loài gần nhất C. ensicauda khoảng 13,75 triệu năm trước (vào Trung Miocen). Tổ tiên chung của hai loài này đã từng sống trên lục địa Á-Âu nay là khu vực Biển Hoa Đông và trung tâm quần đảo Ryukyu. Khi ấy, các đảo Nhật Bản ngày nay vẫn nối với đất liền, nên có thể có khí hậu cận nhiệt đới, khiến cho C. pyrrhogaster di cư về phía bắc tìm môi trường sống ưa thích. Theo thời gian, C. pyrrhogaster chia ra thành bốn nhánh – bắc, nam, tây và trung tâm. Nhánh bắc xuất hiện đầu tiên vào khoảng 9,68 triệu năm trước, rồi đến nhánh trung tâm khoảng 8,23 triệu năm trước, cuối cùng nhánh nam và tây phân ly vào thời điểm 4,05 triệu năm trước. Trừ nhánh nam, vùng phân bố các nhánh còn lại đều suy giảm trong Thời kỳ băng hà cuối cùng, sau đó được mở rộng lại. Nghiên cứu nhận diện cho kết luận rằng bốn nhánh đại diện cho các đơn vị phân loại riêng biệt, nhưng không có mối liên hệ chính xác rõ ràng giữa các nhánh. Nghiên cứu cũng ghi nhận sự khác biệt di truyền cực lớn giữa các nhánh, lớn đến bất thường đối với một loài bất kỳ. Vùng phân bố nhánh trung tâm và tây tiếp giáp ở Chūgoku và chồng lấn tạo thành vùng lai tạo (nơi có giống lai là kết quả do hai nhánh giao phối với nhau). Nhánh trung tâm di chuyển về phía tây, khiến cho vùng lai cũng dịch chuyển. Bởi đó, có dự đoán rằng bộ gen nhánh tây cuối cùng sẽ không còn thuần chủng do quá trình lai gia tăng.

## Mô tả

Trên tay người

Ở phần trên cơ thể, da sa giông có màu nâu sẫm gần chuyển sang đen và có những nốt sần như mụn cóc bao phủ. Phía dưới bụng và mặt dưới đuôi có màu đỏ tươi với những đốm đen. Con non khi còn nhỏ có màu kem thay vì đỏ, nhưng khi lớn hơn thì phần lớn đều thấy có màu đỏ. Khi trưởng thành, những cá thể trên các đảo nhỏ có xu hướng nhiều màu đỏ ở vùng bụng hơn so với đồng loại trên các đảo lớn, đôi khi điểm những đốm cực nhỏ hoặc không có đốm. Nói chung, con đực có xu hướng nhiều màu đỏ hơn con cái. Con đực cũng có thể được phân biệt với con cái bằng chiếc đuôi phẳng, rộng và quanh vùng bụng phồng lên. Có ghi nhận biến thể mang màu đỏ hoàn toàn do di truyền gen lặn. Bất kỳ quần thể nào cũng có thể xuất hiện biến thể này, nhưng nói chung phổ biến hơn ở nửa tây Nhật Bản.
Sa giông có răng khẩu cái (vomeropalatine) sắp xếp thành hai dãy. Lưỡi tương đối nhỏ, bằng một nửa chiều rộng của miệng. Hai lỗ mũi nằm ở phía trước (về phía đầu), gần nhau hơn so với mắt, khó quan sát được từ phía trên nhìn xuống. Ngón chân con đực dài hơn con cái, dù cho chiều dài cơ thể con cái lại dài hơn. Đuôi dẹp có vây cả mặt trên lẫn dưới. Đường gân mịn chạy từ gáy đến đuôi. Cá thể trưởng thành có chiều dài toàn thân từ 8 đến 15 cm (3,1 đến 5,9 in). Chiều dài đỉnh mõm-lỗ huyệt (Snout–vent length) biến thiên từ 43,0 và 64,0 mm (1,69 và 2,52 in) với con đực và 48,5 và 75,0 mm (1,91 và 2,95 in) với con cái. Các cá thể từ các khu vực phía bắc và vùng cao có xu hướng lớn hơn so với khu vực phía nam và vùng thấp. Trứng dài từ 2,1 đến 2,3 mm (0,083 đến 0,091 in).

## Phân bố và sinh cảnh
Cynops pyrrhogaster là loài đặc hữu của Nhật Bản, sống trên một số đảo như Honshu, Shikoku và Kyushu. Chúng phân bố chủ yếu trên các đảo lớn, còn loài họ hàng gần là C. ensicauda lại được phát hiện trên quần đảo Ryukyu. Cực bắc của vùng phân bố giống với các loài Cynops khác đều là loài bản địa miền nam Trung Quốc; ngoại trừ C. ensicauda đề cập ở trên. Ngoài ra còn có quần thể du nhập trên đảo Hachijō-jima, được cho là bắt nguồn từ đảo Shikoku. Thời điểm du nhập ước đoán vào thập niên 1970 nhưng không rõ chính xác tiến trình du nhập diễn ra như thế nào. Hoa Kỳ ghi nhận 3 lần phát hiện ra loài này ở các tiểu bang Florida và Massachusetts. Các trường hợp đó đều là do xổng chuồng hoặc được phóng thích có chủ ý, nhưng cũng không phát triển thành quần thể nào cả.
Trong bốn nhánh, nhánh bắc được tìm thấy tại các khu vực Tōhoku và Kantō. Các địa điểm này không trùng với vùng phân bố của nhánh trung tâm là ở Chūbu, phía bắc Kansai và phía đông Chūgoku. Nhánh trung tâm có phạm vi phân bố chồng lấn một phần nhỏ với nhánh tây vốn ở miền nam Kinki, miền tây Chūgoku, Shikoku và trung tâm Kyushu. Tương tự, nhánh nam cư ngụ phía tây và nam Kyushu cũng chồng lấn một ít lên vùng của nhánh tây.
Sa giông được phát hiện ở độ cao từ 30 đến 2.020 m (98 đến 6.627 ft). Chúng sống trong các hệ sinh thái gồm rừng, đồng cỏ, cây bụi, đất ngập nước, hồ, đầm lầy và đồng ruộng cho đến các vũng nước nhân tạo như ao nuôi trồng thủy sản.

## Hành vi và sinh thái

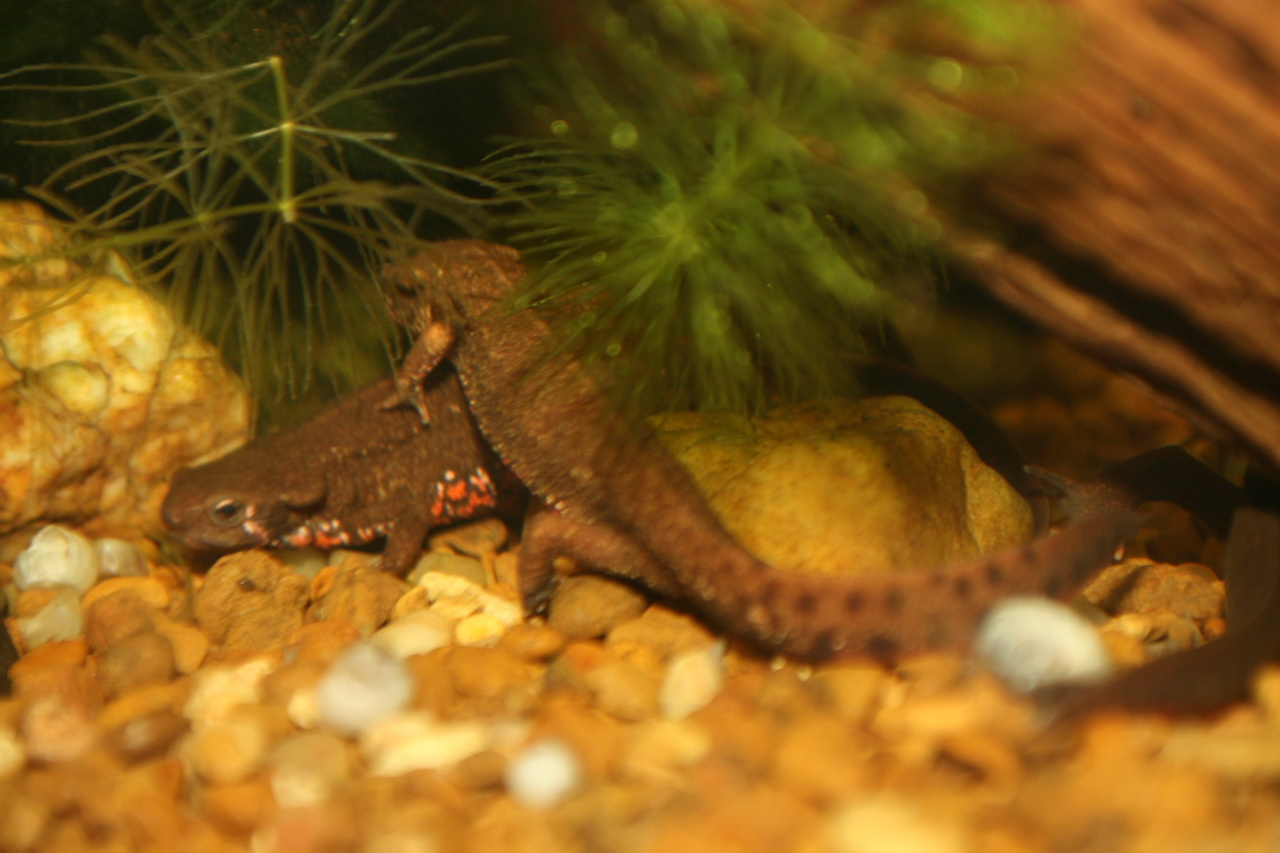
Cặp đôi C. pyrrhogaster mẫu

### Sinh sản và vòng đời
Sa giông sinh sản trong ruộng lúa, ao hồ và suối. Con cái hưởng ứng được con đực tán tỉnh từ mùa xuân tới đầu hè. Khi sẵn sàng giao phối, cả hai đều tiết ra peptide pheromone để thu hút cá thể khác giới. Con đực tiết ra sodefrin (từ tiếng Nhật sodefuri, n.đ. 'thu hút'); con cái thì tiết ra loại khác gọi là imorin (từ tiếng Nhật imo (いも), n.đ. '(nữ) yêu dấu', và rin trong sodefrin). Chất này tiết ra từ lỗ huyệt. Đây là peptide pheromone đầu tiên được xác định ở động vật có xương sống cũng như ở cá thể cái của động vật có xương sống.
Quá trình tán tỉnh bắt đầu khi con đực tiếp cận con cái, đánh hơi hai bên hoặc lỗ huyệt. Sau đó, con đực đưa đuôi về phía con cái và rung nhanh. Con cái đáp ứng bằng cách thúc mõm vào cổ con đực. Đến lúc này, con đực từ từ di chuyển ra xa, nhấp nhô đuôi, còn con cái đi theo, lấy mõm chạm đuôi khi đến gần. Sau đó, con đực phóng ra 2 đến 4 nang chứa tinh, mỗi lần một nang cách nhau vài cm. Con cái dùng lỗ huyệt gắp lấy các nang này, nhưng có lúc cũng không được. Con cái đẻ từng trứng riêng trên các vật dưới nước, như lá và rễ cỏ ngập nước. Từng trứng này đều được thụ tinh từ các nang chứa tinh mà chúng đã lấy. Chúng có thể đẻ tới 40 trứng mỗi đợt sinh nở, và tổng cộng từ 100 đến 400 trứng trong một mùa sinh sản.

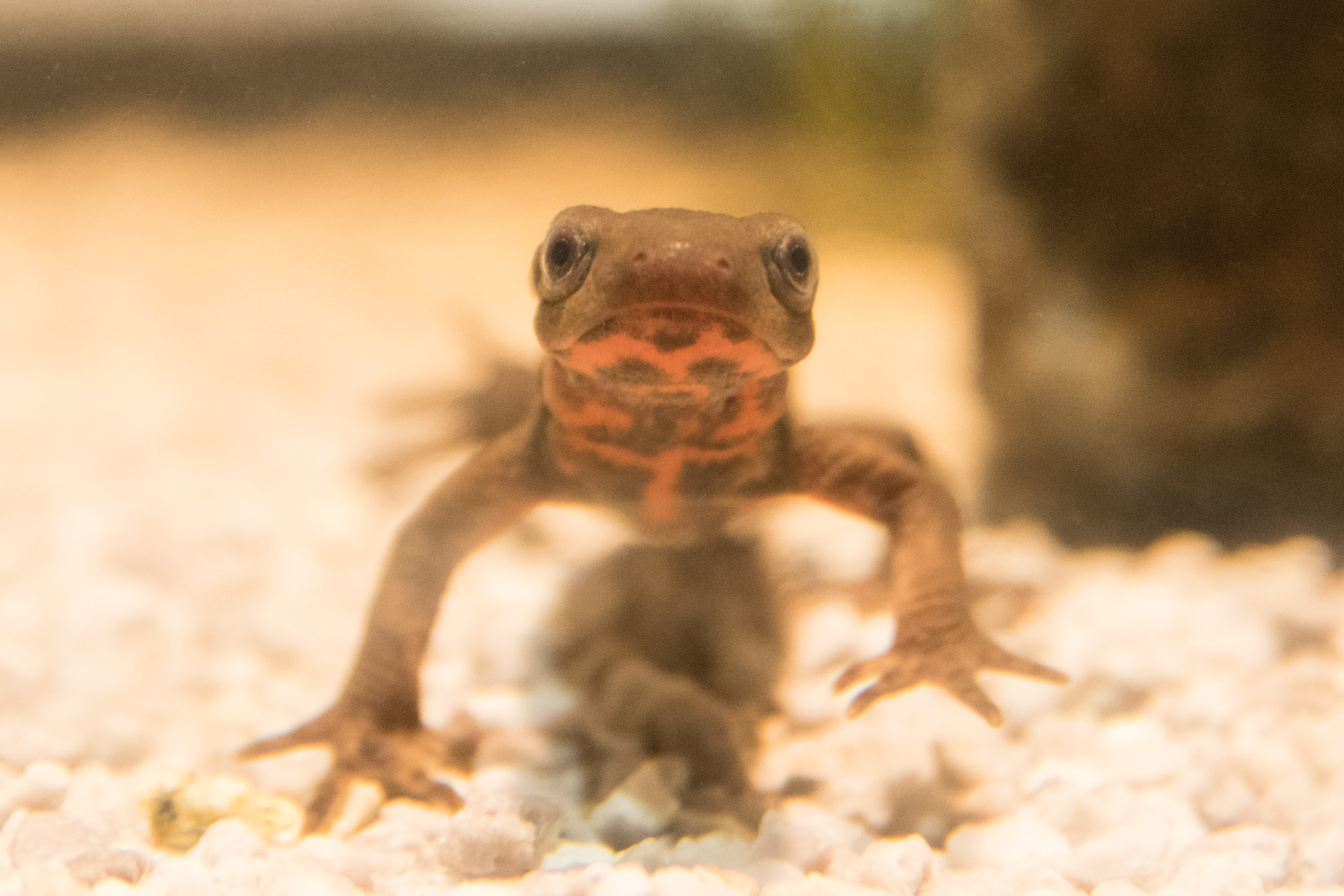
Sa giông nhìn về phía ống kính

Sau khoảng ba tuần, trứng nở ra ấu trùng nòng nọc có mang, có vây đuôi, bơi trong nước. Chúng phát triển khoảng 3 cm (1,2 in) trong ba tháng đầu. Được khoảng từ 5 đến 6 tháng, ấu trùng ngừng ăn để biến thái, trở thành con non không mang và vây nữa. Khác với ấu trùng, con non sẽ chết đuối nếu chìm trong nước. Ở độ cao thấp thì sa giông trưởng thành nhanh hơn những cá thể ở cao hơn. Sa giông đực ở cao hơn có xu hướng sống lâu hơn sau khi trưởng thành, nhưng kích thước lại nhỏ hơn sa giông ở vùng thấp. Người ta phát hiện được những cá thể hoang dã đạt đến 23 tuổi.

### Chế độ ăn
Trong môi trường nuôi nhốt, nòng nọc có thể ăn bọ gậy, tôm ngâm mặn và giun đất. Con non thường ăn các loài Collembola (đuôi lò xo) và Acari (rệp đất). Những con trưởng thành thuộc hệ sinh thái núi như ở dãy Azuma tỉnh Fukushima bắt cả con mồi sống lẫn động vật đã chết. Chúng ăn nhiều loại côn trùng, như các các loài Odonata chuồn chuồn hay kim kim. Một phần cơ thể chuồn chuồn hay toàn bộ ấu trùng được tìm thấy nguyên vẹn trong dạ dày sa giông. Các thức ăn côn trùng khác có thể kể đến phân bộ Brachycera trong bộ ruồi Diptera; Bộ Cánh màng gồm bọ cánh cứng Coleoptera và ong, kiến. Chúng cũng ăn nòng nọc Rhacophorus arboreus và trứng đồng loại. Chế độ ăn thay đổi theo mùa và theo năm, từ thay đổi của những động vật nhỏ trong ao và xung quanh. Kết quả tương tự thu được từ ao của khuôn viên Đại học thủ đô Tokyo ở Hachiōji, trong dạ dày sa giông chứa côn trùng thuộc nhiều bộ khác nhau, cả trứng đồng loại. Cả nòng nọc ếch cũng được phát hiện trong đó nhưng thuộc loài Rhacophorus schlegelii.

### Con mồi của động vật ăn thịt

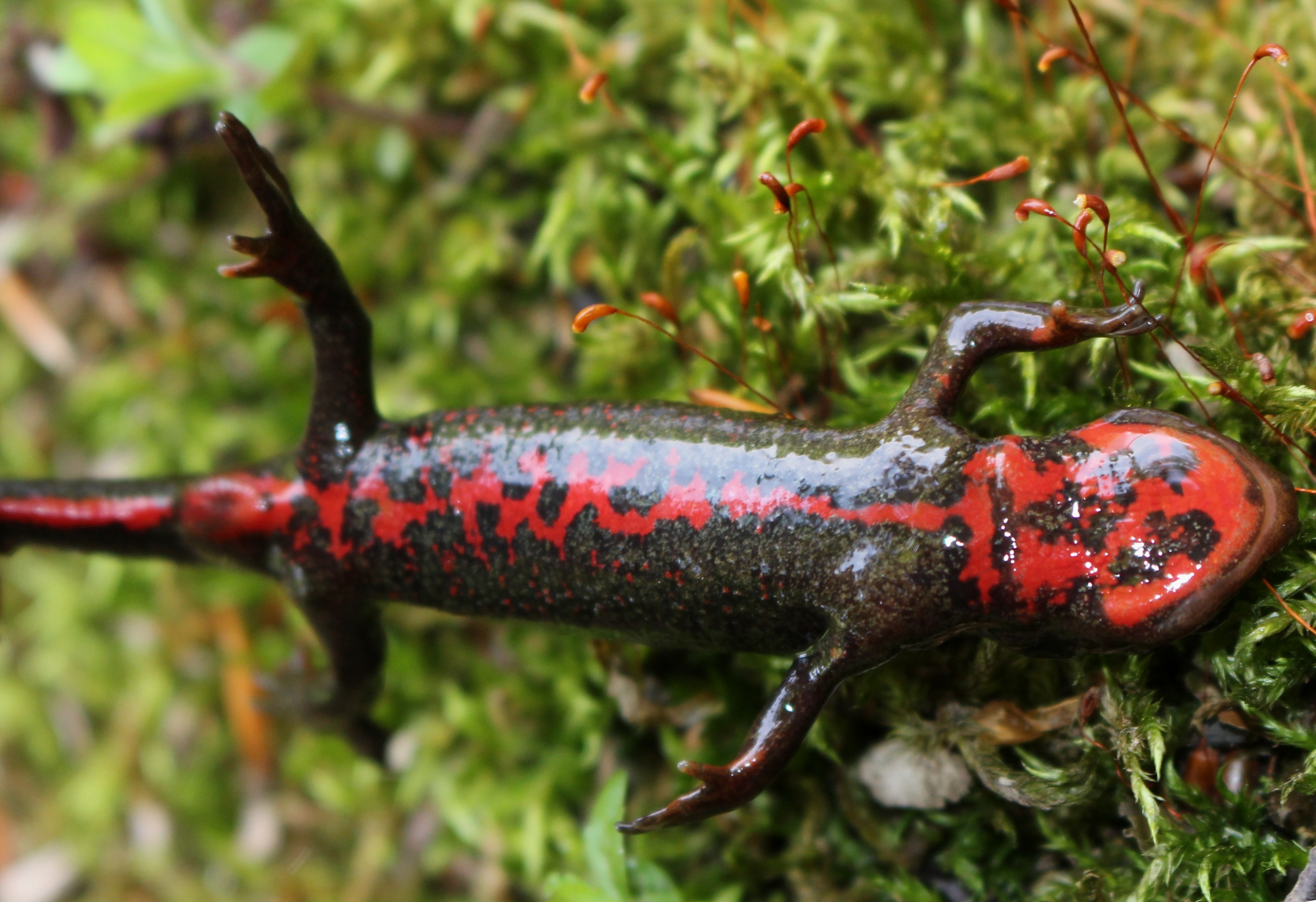
Sa giông nằm ngửa cho thấy rõ vùng bụng màu đỏ tươi

Sa giông ở nội địa Nhật Bản có hành vi phản ứng lại động vật săn mồi khác với đồng loại trên các đảo nhỏ. Trên các đảo nhỏ như Fukue, các cá thể thường có phản xạ Unken để lộ phần bụng đỏ tươi trước những loài săn mồi. Vì động vật săn mồi chính là các loài chim có khả năng phân biệt màu đỏ nên cách này rất hiệu quả. Ngược lại trên đảo lớn nội địa, kẻ thù chính là các loài thú không nhận biết màu sắc rõ như chim săn mồi. Từ đó, sa giông nội địa ít có phản xạ này, nếu dùng có thể gây nguy hiểm đến tính mạng.
Trường hợp kẻ săn mồi là rắn hiện diện ở cả hai khu vực quần thể này. Để đối phó với rắn, sa giông đảo Fukue có xu hướng rung đuôi để thu hút kẻ đi săn thay vì nhắm vào phía đầu. Ngược lại, đồng loại tại Nagasaki nội địa Nhật Bản thì có xu hướng đơn giản là chạy trốn. Điều này có thể giải thích là do sa giông nội địa đã thích nghi với việc phải trốn chạy khỏi động vật có vú vốn ít bị lạc hướng trước màn trình diễn rung đuôi như vậy.

### Độc tố
C. pyrrhogaster hoang dã chứa hàm lượng cao chất độc thần kinh tetrodotoxin (TTX). Độc tố này ức chế hoạt động của các kênh natri ở hầu hết động vật có xương sống, khiến chim và thú không dám săn bắt sa giông. Thí nghiệm cho thấy nguồn gốc chất độc gần như đến từ chế độ ăn của sa giông. Khi lớn lên trong môi trường nuôi nhốt không có nguồn TTX, con non 36 đến 70 tuần tuổi không chứa độc tố ở mức phát hiện được. Các mẫu vật hoang dã từ cùng môi trường sống ban đầu lại có độc tính cao. Trong cá thể sinh ra trong môi trường nuôi nhốt, các nhà khoa học vẫn phát hiện được TTX, chứng tỏ có thể độc tố được chuyển từ cơ thể mẹ vào trứng. Nhóm nhà khoa học tiếp tục thực hiện thí nghiệm với đối tượng sinh ra trong môi trường nuôi nhốt với thức ăn có chứa chất độc thần kinh. Sa giông tiêu hóa được trùn huyết pha TTX mà không phát sinh triệu chứng ngộ độc nào. Sau đó khi kiểm tra thì phát hiện độc tố tồn tại trong cơ thể, điều này càng cho thấy thực phẩm là nguồn gốc của chất độc. Hiện chưa phát hiện được sinh vật nào sản xuất ra TTX trong môi trường sống của sa giông, nhưng chúng khả dĩ tồn tại và để giải thích cho nguồn gốc TTX trong sa giông hoang dã.

## Bảo tồn

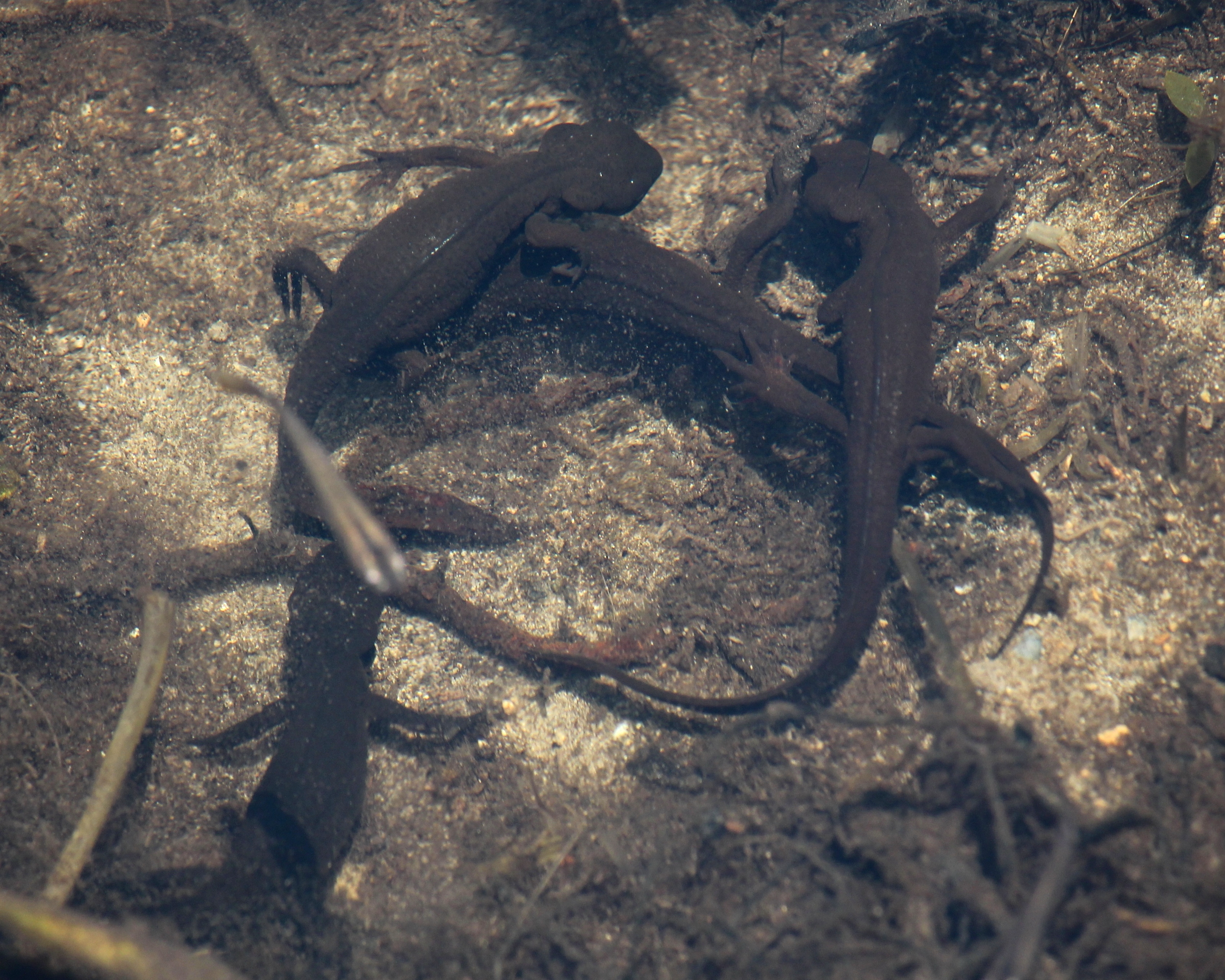
Đàn sa giông tại đầm Ikenokouchi ở Tsuruga, tỉnh Fukui

Liên minh Bảo tồn Thiên nhiên Quốc tế (IUCN) xếp C. pyrrhogaster vào mức loài sắp bị đe dọa năm 2020. Trước đó từ năm 2004, chúng mới chỉ là loài ít được quan tâm. Sa giông sinh sản thành công tại vườn thú Úc. C. pyrrhogaster gặp phải mối đe dọa lớn là bị thu gom để buôn bán động vật hoang dã. IUCN tuyên bố cần phải chấm dứt việc buôn bán này ngay lập tức. Số lượng sa giông đang giảm, đặc biệt tại nhưng khu vực gần nơi con người sinh sống.
C. pyrrhogaster tại hồ Biwa tỉnh Shiga bị bệnh tổn thương ngoài da lạ do loài sinh vật nhân thực đơn bào thuộc bộ Dermocystida gây ra. Các tổn thương chứa nang kén đầy bào tử. Thương tổn chủ yếu là ngoài da nhưng cũng có phát hiện cả trên gan. Trên bình diện toàn cầu, bệnh dịch là một trong những nguyên nhân khiến các loài lưỡng cư nói chung suy giảm số lượng. Có lo ngại rằng bệnh này có thể lây lan sang các loài khác gần đó như Zhangixalus arboreus và Hynobius vandenburghi.
Một giống C. pyrrhogaster được cho là đặc hữu trên Bán đảo Atsumi bị đánh giá tuyệt chủng vào thập niên 1960. Năm 2016, bộ ba nhà nghiên cứu phát hiện rằng các cá thể trên Bán đảo Chita rất có thể thuộc cùng một giống dựa trên những đặc điểm hình thái tương tự nhau. Cả hai nhóm đều có chung điểm ưa nhiệt độ mát hơn cùng cơ thể mềm nhẵn, lưng nhạt màu và mặt dưới hơi vàng. Kể cả chưa tuyệt chủng thì giống này vẫn đang bị đe dọa cao và sẽ sớm không còn nếu không được bảo vệ ngay.

## Tương tác với loài người

### Nghiên cứu
C. pyrrhogaster đóng vai trò sinh vật mô hình rất hữu ích trong môi trường phòng thí nghiệm, nhưng trở nên khó chăm hơn sau khi biến thái. Thí nghiệm do Hiệp hội xúc tiến khoa học Nhật Bản hỗ trợ đã phát hiện ra rằng thiourea (TU) có thể ngăn chặn quá trình biến thái, giữ động vật ở dạng trước biến thái cho đến hai năm, mà sau đó vẫn còn khả năng biến thái khi loại bỏ dung dịch TU. Chất này không tác động nào đến khả năng tái tạo của sa giông.
C. pyrrhogaster tiết ra motilin là peptide kích thích co thắt ống tiêu hóa thấy ở nhiều động vật có xương sống. Chất này được sản sinh ở phần trên ruột non và tuyến tụy. Đây là lần đầu tiên phát hiện motilin được sản sinh ở tụy. Tụy cũng là nơi sản xuất insulin. Kết quả này là phát hiện đầu tiên về motilin ở động vật lưỡng cư, đưa ra giả thuyết motilin có vai trò tương tự như đối với chim và thú. Sự tồn tại của motilin tuyến tụy cũng chỉ ra một chức năng khác chưa được biết đến.
Giống như các loài lưỡng cư có đuôi khác, C. pyrrhogaster có thể mọc lại phần cơ thể bị mất, bao gồm các chi có khớp chức năng và hàm dưới. Khi diễn ra quá trình tái sinh, mô tái tạo có xu hướng phản ánh mô nguyên vẹn về hình thức. Chúng cũng có thể tái tạo thủy tinh thể, mất khoảng 30 ngày đối với nòng nọc và 80 ngày khi trưởng thành. Chênh lệnh thời gian tái tạo là do kích thước mắt còn khả năng tái tạo thì không thay đổi. Phát hiện này tương phản với ý kiến phổ biến trước đây rằng con non tái sinh nhanh hơn con trưởng thành.

### Trong điều kiện nuôi nhốt
Cynops pyrrhogaster có thể được nuôi nhốt. Bác sĩ thú y Lianne McLeod mô tả chúng "không cần chăm kỹ" với lưu ý rằng sa giông nuôi nhốt thích trùn huyết, tôm nước mặn Artemia, tôm ma Palaemonetes, Daphnia còn khi lớn hơn thì có thể là cá bảy màu. Bác sĩ cũng nhấn mạnh phải giữ bể sạch sẽ, sỏi hoặc nước bẩn có thể làm sa giông bị bệnh hay thậm chí chết.